# Colpognathus heinzelleri
Colpognathus heinzelleri là một loài tò vò trong họ Ichneumonidae.